# Michał Hórnik

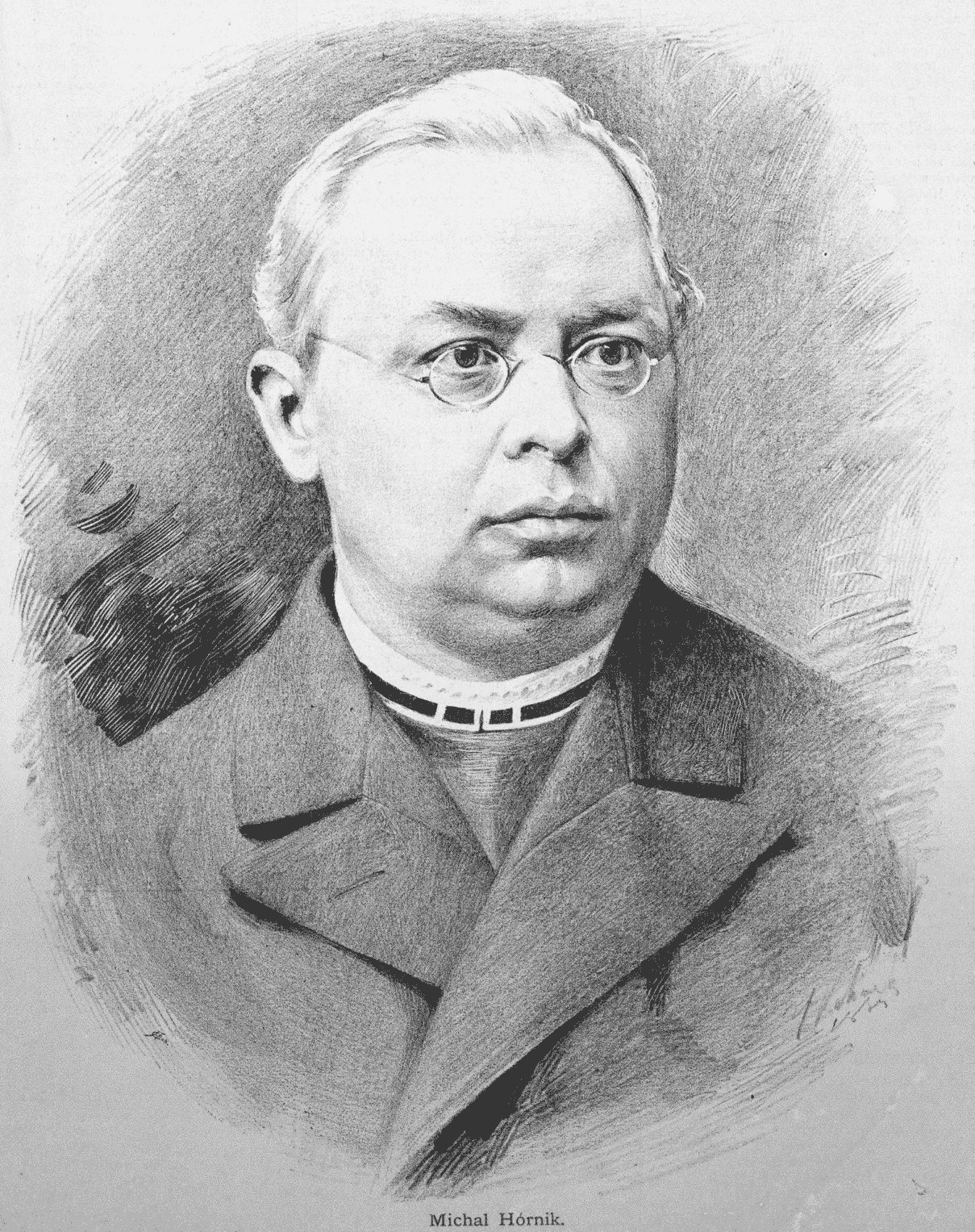
Michał Hórnik

Michał Hórnik (Räckelwitz, 1 september 1833 - Bautzen, 22 februari 1894) was een Sorbische rooms-katholieke geestelijke en schrijver. 
Hij was de oprichter van het Sorbische tijdschrift Katolski Posoł en een van de voormannen van de Sorbische emancipatiebeweging uit de late 19e eeuw. Hij deed met Jan Arnošt Smoler en Jan Pětr Jordan baanbrekend werk voor de emancipatie van de grotendeels ongeschoolde en conservatieve Sorbische plattelandsbevolking aan het eind van de 19e eeuw. 
De gezamenlijke basisschool en middenschool in Worklecy (Räckelwitz bij Kamenz) is sinds 1994 naar Hórnik vernoemd.
- Gemeinsame Normdatei: 118707108
- International Standard Name Identifier: 0000 0001 1761 113X
- Library of Congress Control Number: no97042435
- Nationale Bibliotheek van Tsjechië: js2007400493
- Nationale Bibliotheek van Polen: a0000001252097
- Nederlandse Thesaurus van Auteursnamen: 152882413
- Virtual International Authority File: 45286593
- WorldCat: E39PBJqkbmfKTctmtCFwTMQ6rq